# Tendilla

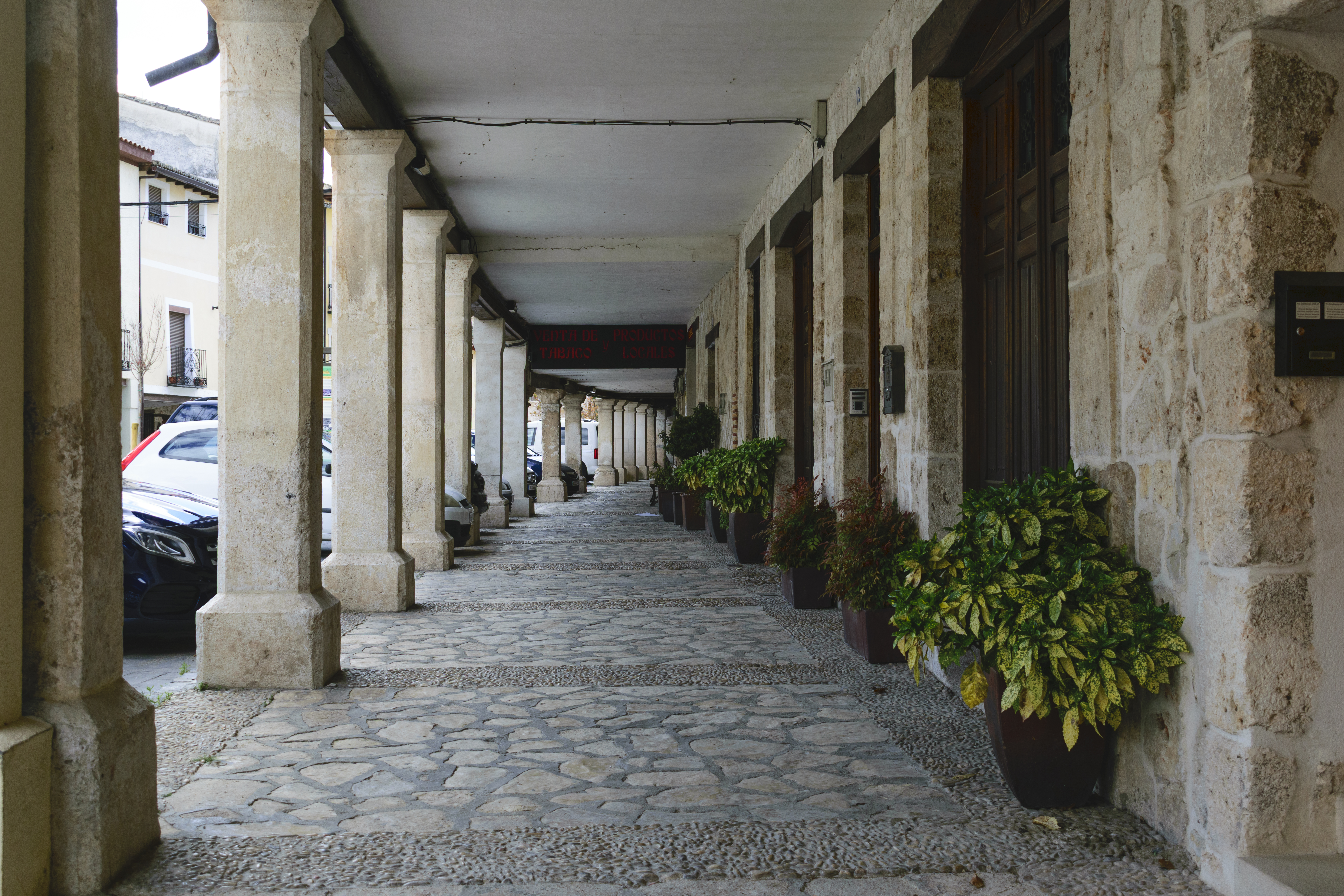
Detalle de calle soportalada

Tendilla es un municipio y localidad española de la provincia de Guadalajara, en la comunidad autónoma de Castilla-La Mancha. El término tiene una población de 335 habitantes (INE 2024).

## Geografía
Integrado en la comarca de La Alcarria, se sitúa a 26 km de la capital provincial. El término municipal está atravesado por la carretera N-320, entre los pK 245 y 250. 
El relieve del municipio está definido por el altiplano típicamente alcarreño y por la vega del arroyo Prá, afluente del río Tajuña. La altitud varía desde los 977 m al norte, a los 750 m a orillas del arroyo. El pueblo se encuentra a 789 m sobre el nivel del mar. En el siglo XIX se mencionan los «buenos montes poblados de encina, roble, fresnos, chaparros y otros árboles» existentes en el término.
Limita con los municipios de Romanones, Peñalver, Armuña de Tajuña, Fuentelviejo y Moratilla de los Meleros.

## Historia
Tendilla fue del común de la villa y tierra de Guadalajara hasta finales del siglo XIV. Enrique III de Castilla la segregó y elevó al rango de villa en 1394, para donársela en señorío, al año siguiente, a su almirante mayor don Diego Hurtado de Mendoza.
A la muerte del almirante, en 1404, heredó la villa su hijo Íñigo López de Mendoza, marqués de Santillana, quien mandaría construir su magnífico castillo. Íñigo amplió sus dominios a las vecinas villas de Aranzueque, Armuña de Tajuña y Fuentelviejo en agosto de 1430, gracias a sendas donaciones del rey Juan II de Castilla por su apoyo en la guerra contra los infantes de Aragón.
En el testamento del marqués, de mayo de 1455, dejaría Tendilla a su segundo hijo, Íñigo López de Mendoza y Figueroa, primer conde de Tendilla, y fundador del monasterio jerónimo de Santa Ana en 1473. A su muerte en 1479, recibió sepultura junto a su esposa, Elvira de Quiñones, en el altar mayor del monasterio, bajo un magnífico sepulcro renacentista.
Heredó aquel año la villa Íñigo López de Mendoza y Quiñones, segundo conde de Tendilla y primer marqués de Mondéjar, además de capitán general del reino de Granada tras su reconquista. Su señorío sobre la villa coincide con el máximo esplendor de Tendilla. Elevó la feria de San Matías al rango de una de las mejores de todo el reino castellano, logrando de los Reyes Católicos varios privilegios; dotó a su iglesia de La Asunción de grandes donativos económicos y en mayo de 1487, en su embajada italiana, obtuvo del papa Inocencio VIII, una bula para todos sus vasallos alcarreños, que les permitía consumir lacticinios y huevos durante toda la Cuaresma y todos los viernes de ayuno.
La permanencia casi definitiva en Granada, en sus cargos de gobernadores de aquel reino, de los marqueses de Mondéjar contribuyó a que Tendilla fuera languideciendo durante los siglos siguientes, quedando no obstante con una amplia población de 700 vecinos (unos 3000 habitantes) todavía en noviembre de 1580 según dijeron a los funcionarios de Felipe II sus entonces alcaldes ordinarios Juan Hernández-Palero y Gaspar Hernández. Y como cabeza de los estados alcarreños de los marqueses hasta que las Cortes de Cádiz, primero, y la Constitución de 1868, definitivamente, abolieron los señoríos feudales.
El Diccionario geográfico-estadístico-histórico de España y sus posesiones de Ultramar, de Pascual Madoz, describe Tendilla como sigue:

TENDILLA; v. con ayunt. en la prov. de Guadalajara (4 leg.), part. jud. de Pastrana (3), aud. terr. de Madrid (12), c. g. de Castilla la Nueva, dióc. de Toledo (20). sit. en un valle, parte á la falda de un cerro y atravesada por un arroyo, goza de buena ventilación y CLIMA sano; tiene 235 casas; la consistorial; cárcel; una posada pública; un hospital titulado de San Juan Bautista, para enfermos pobres, con escasas rentas consistentes en una pía memoria ; un pósito nacional con el fondo de 147 fan. de trigo y 8,000 rs. en créditos contra el Estado; otro pió con 112 fan. de trigo y 4,000 rs. en créditos en igual forma; una escuela de instrucción primaria frecuentada por 60 alumnos, dotada con 2,200 rs., ademas de la retribución que pagan los discípulos, la cual asciendo á unas 24 fan. de trigo; una fuente de buenas aguas; una igl. parr. (La Asunción de Ntra. Sra) servida por un cura y un sacristán; una capilla pública, de propiedad particular, con la advocación de la Sacra Familia; un conv. que fue de monjes gerónimos; un cementerio sit. en posición que no ofende á la salubridad pública; fuera de la pobl. existen las ruinas de un ant. castillo, y en una de las entradas de la misma se ve una portada en arco, con un torreón á cada lado: confina el térm. con los de Romanones, Moratilla, Peñalver y Armuña; dentro de él se encuentra el distinguido conv. de franciscanos, titulado La Salceda , las ermitas de la Soledad, San Roque y Sta. Lucia, y varios manantiales de abundantes y buenas aguas: el TERRENO, bañado por el arroyo que atraviesa la v., participa de quebrado y llano, y en lo general es de buena calidad; comprende buenos montes poblados de encina, roble, fresnos, chaparros y otros árboles; caminos, los que dirigen á los pueblos limítrofes, y el de carruaje que desde Madrid conduce á La Isabela; CORREO: se recibe y despacha en Guadalajara por un balijero. PROD.: trigo, cebada, centeno, avena, alazor, legumbres, hortalizas, vino, aceito, cera, miel, cáñamo, leñas de combustible y carboneo, y buenos pastos con los que se mantiene ganado lanar, cabrio, mular, asnal y de cerda; hay caza de perdices, conejos y liebres; en el arrojo se crían algunas anguilas y cangrejos. IND.: la agrícola, un molino harinero, otro aceitero, varios telares de lienzos ordinarios y algunos otros de los oficios y artes mecánicas mas indispensables. COMERCIO: exportación del sobrante de frutos e importación de los art. que faltan; hay dos tiendas en las que se expenden comestibles , especias, sedas, hilos y otros géneros; en 24 de febrero se celebra anualmente una feria que dura tres días, y su principal trafico lo constituyen los ganados, particularmente el mular, tanto cerril como domado; también se ponen varías tiendas de paños, quincalla , objetos de hierro y otros art. POBL.: 206 vec , 812 alm. CAP. PROD.: 5.305,700 rs. IMP.: 371,400. CONTR.: 43,526.

Es mencionada por Camilo José Cela en su libro Viaje a la Alcarria, donde el viajante, tras hacer algunas descripciones sobre Tendilla, dice que allí tiene un olivar Pío Baroja.

## Demografía
Tendilla cuenta con una población de 335 habitantes (INE 2024).
| Gráfica de evolución demográfica de Tendilla entre 1842 y 2021                                                      |
| |
| Población de derecho según los censos de población del INE Población de hecho según los censos de población del INE |

## Alcaldía
El actual alcalde es Jesús María Muñoz Sánchez (PP), el cual gobierna con mayoría absoluta.
| Elecciones municipales del 28 de mayo de 2023 |       |         |            |
| Partido                                       | Votos | %       | Concejales |
| Partido Popular                               | 111   | 51,15 % | 4          |
| Partido Socialista Obrero Español             | 40    | 18,43 % | 1          |
| Vox                                           | 39    | 17,97 % | 1          |
| Ciudadanos                                    | 27    | 12,44 % | 1          |

## Barrios
- Las Eras
- El Cerro
- La Aduana
- El Río
- El Pinar
- Las Huertas
- Santa Lucía
- La Soledad
- Las Carrascas

## Monumentos
- Soportales de la calle Mayor a lo largo de casi un kilómetro y medio.Iglesia de la Asunción (inacabada, del siglo XVI)

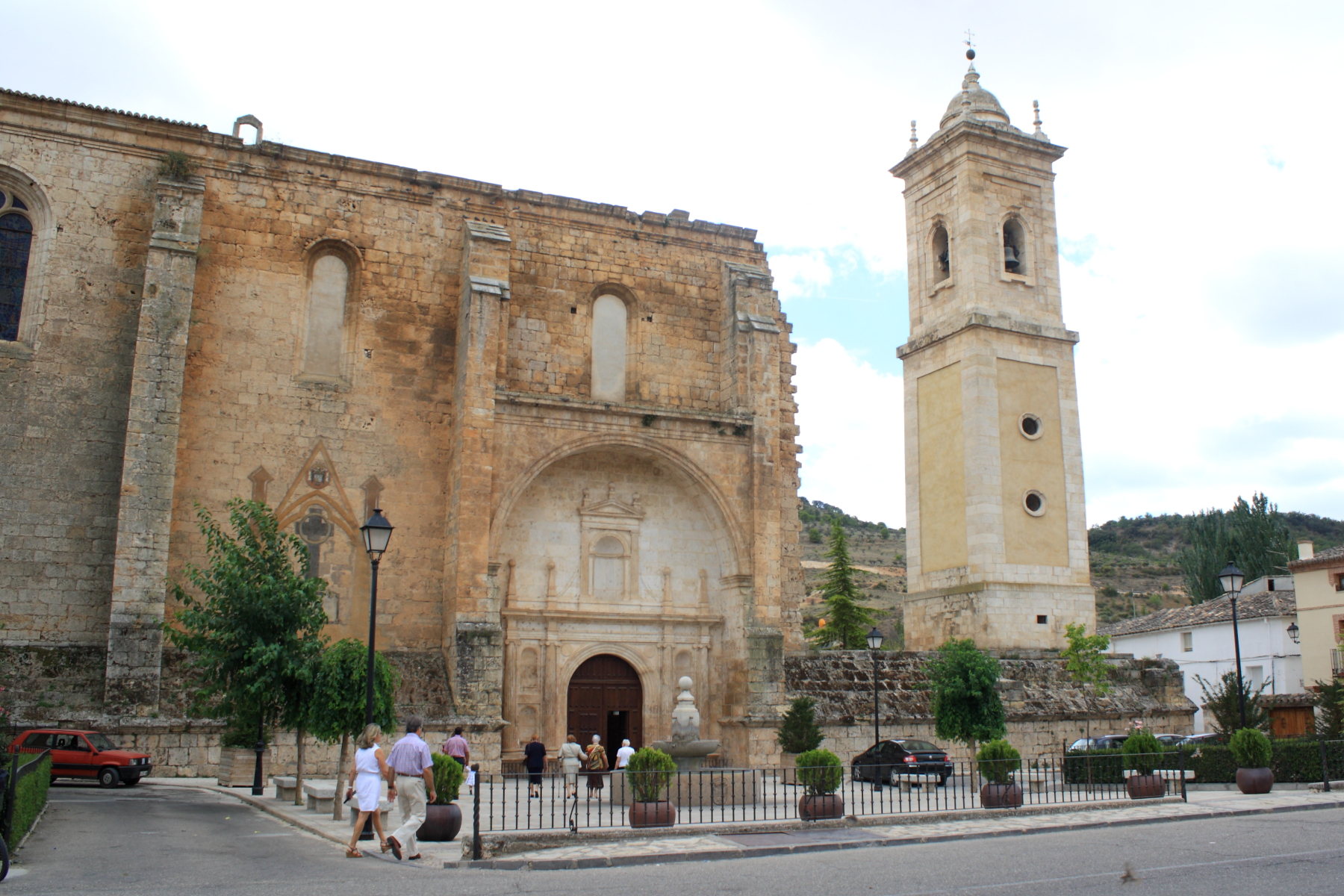
Iglesia de la Asunción (inacabada, del)

- Iglesia de la Asunción, del siglo XVI, inacabada. Con cuatro fases ejecutadas podría haber sido una de las más grandes de la diócesis. En el campanario puede apreciarse la diferencia entre lo proyectado en el siglo XVI y lo que finalmente se pudo hacer en el siglo XVIII. 200 años de diferencia entre la primera piedra y la última.
- Fuente Vieja, del siglo XV, que aún conserva restos del escudo de los condes de Tendilla, situada en la calle Octaviano Griñán.
- Ruinas del monasterio jerónimo de Santa Ana, fundado en 1473 por Íñigo López de Mendoza y Figueroa, primer conde de Tendilla.
- Ruinas del monasterio franciscano de Nuestra Señora de la Salceda, fundado por fray Pedro de Villacreces en el año 1376 y donde profesaron, entre otros, Diego de Alcalá y Francisco Ximénez de Cisneros. Aunque en el término municipal de Peñalver, pero muy cercano a Tendilla.
- El monumento al Sagrado Corazón de Jesús construido en 1930 sobre las ruinas del viejo castillo del siglo XV por Pedro Segura, arzobispo de Toledo.
- Restos de la muralla medieval.
- Ermita de Santa Lucía.
- El pinar plantado a mitad del siglo XX para paliar las periódicas riadas que ha padecido la villa.
- Museo Encarnación Díaz de Yela, dedicado a la típica vida que tenía lugar antaño en la Alcarria.

## Fiestas
- Fiestas patronales en honor a la Virgen de la Salceda:[8] del 7 al 12 de septiembre.
- Feria de San Matías: fin de semana más próximo al 24 de febrero.

## Educación
A mediados del siglo XIX había en la localidad una escuela de instrucción primaria frecuentada por 60 alumnos, dotada con 2200 reales, además de la retribución que pagaban los discípulos, la cual ascendía a unas 24 fanegas de trigo.
En el siglo XIX en Tendilla hay un colegio rural agrupado llamado «Valles del Tajuña». Tiene la cabecera en el propio pueblo de Tendilla y cuenta con cinco secciones, en las localidades de Hontoba, Loranca, Aranzueque y Peñalver. Se da servicio desde Educación Infantil hasta 6º de Primaria, y tiene alrededor de 100 alumnos.

## Transportes
El municipio se encuentra conectado por las líneas:
- 279 (según CTM): Madrid (Estación Sur) <-> Sacedón. Servicio operado por CASTROMIL S.A.U.
- 513: Guadalajara <-> Sacedón (Línea de Buendía). Servicio operado por Guadalbus.[10]